# غزو النورماندي
غزو نورمندي (بالإنجليزية: Invasion of Normandy) (الاسم الكودي هو عملية نيبتون (بالإنجليزية: Operation Neptune)) سلسة من المعارك قامت عام 1944 بين ألمانيا النازية وقوات الحلفاء كجزء من صراع كبير خلال الحرب العالمية الثانية. وأهمية هذه المعركة هي نزول قوات الحلفاء إلى أوروبا ونقل المعركة مباشرة ضد الألمان. وهي الجزء المبدأي من حملة تنقسم لعدة مراحل عرفت بمجملها باسم حملة نورماندي.
جرى إنزال قوات أمريكية وبريطانية على شواطئ (نورماندي) الواقعة في شمال فرنسا، وقد شاركت فيها 6900 من السفن الحربية (من ضمنها 4100 سفينة إنزال)، و12,000 طائرة حربية، ومليون جندي من قوات المظلات ومشاة البحرية، وقاد العملية الجنرال الأمريكي (أيزنهاور)، وتمكّن الحلفاء من احتلال الشاطئ، ثم أكملوا باتجاه مدينة (برلين).

## استعداد الحلفاء
كان قادة الحلفاء يدركون بأن النازيين يتوقعون بأن الضربة ستكون في كالي، هذا بالإضافة إلى منطقة نورماندى. في الشهر السابق للانزال، ازدادت الهجمات الجوية في حدتها وأصبحت بصورة دائمة، وكانت الاساطيل الجوية بحمولاتها المدمرة تنطلق من القواعد البريطانية لضرب مصانع الامدادات والوقود والمطارات.
خطط لهذة العملية الجنرال ايزنهاور منذ العام 1940
وهو مقدم أمريكي في الثانية والخمسين من عمره وهذه الخطة كانت تستجيب لطلب سوفيتي مُلح بفتح جبهة في الغرب من اجل تخفيف الضغط الألماني على السوفييت.
وحشد الحلفاء لهذة العملية ثلاثة ملايين جندي (1700000 جندي أمريكي اما بريطانيا وفرنسا فقد استطاعا ان يجمعا 1300000 جندي)
وتجهيز هذة القوات اشتمل على 50 الف دبابة وشاحنة وسيارات نصف مجنزرة وجيبات بالإضافة إلى مليوني طن من العتاد وسبعة آلاف سفينة و11000 طائرة كما قام الحلفاء ببناء 163 مطار في بريطانيا من اجل دعم هذة العملية وكانت هذة القوات بقيادة الجنرال ايزنهاور قائد قوات الحلفاء

## استعداد الألمان

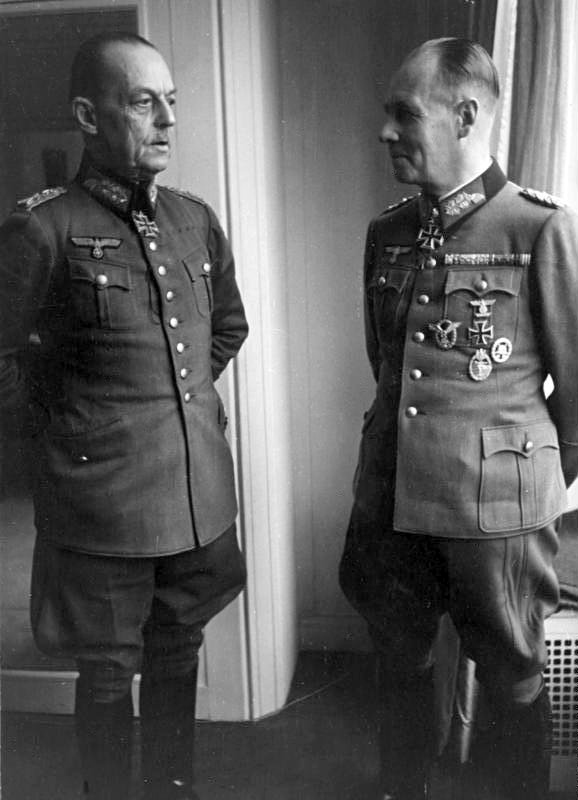
القائدان الألمانيان إرفين رومل (على اليمين) وغيرد فون رونتشتيت في فندق جورج الخامس في باريسبحلول

عام 1944، عرف النازيون أن هجوم الحلفاء أمر حتمى، ولكنهم لم يعرفوا موعده أو مكان انطلاقه، كانوا يعتقدون أن الهجوم سيتم من أضيق منطقة في القنال على ساحل مدينة كالي، نتيجة لذلك تركزت أقوى قواتهم هناك، اما الهدف الفعلى فكان من أفضل ماحفظ من اسرار الحرب، إذ كان الهجوم سيكون على طول 50 ميلا من شاطيء مقاطعة نورماندى، حيث يندفع بقوة غرب نهر الاورن إلى شاطئ في شبه جزيرة كوكونتا الذي يشرف عليها مرفأ شربورج الحيوى. في تلك الفترة تراجعت القوة العظيمة للقوات الجوية النازية اللوفتفافه.
وضع الالمان العوائق والتحصينات والاسمنت المسلح وزرعوا ملايين الالغام على طول الساحل وقاموا بنشر ثلاثة جيوش على الشاطيء أي ما يقارب 1.5 مليون جندي ووضعت هذة الجيوش تحت قيادة المارشال رومل (ثعلب الصحراء).

## الإنزال في 6 يونيو
لم يكن يتوقع الألمان أن الإنزال سيبدأ في شهر يونيو لسببين، الأول هو ان المنطقة شديدة التجمد وكانوا متوقعين ان الهجوم سيبدأ في الصيف والسبب الثاني هو ان جبهة الاتحاد السوفيتي كانت هادئة نسبيا حيث نصت المعلومات الاستخباراتية الألمانية ان انزال النورماندي لن يحدث ما لم يقم السوفييت بهجوم مماثل وكبير من جهة الشرق من أجل الضغط على الجيش الألماني في الجبهتين. خطة الجنرال رومل في مواجهة الانزال في النورماندي هي مواجهة الانزال عن طريق سرعة تحرك خمس فرق مدرعة وافترض ان تكون قادرة على الوصول إلى نقطة الإنزال اينما حصلت خلال مدة لاتزيد عن 3 ساعات من بدء الانزال لمواجهة العدو ورميه إلى البحر لكن وبناء على اوامر هتلر تمركزت هذة الفرق بعيدا عن الشاطيء وربط أمر تحركها بهتلر مباشرة مما جعل رومل يردد عبارته الشهيرة عن هتلر «مع هتلر يكون الحق دائما إلى جانب الذي يقول الكلمة الأخيرة».
تأجل برنامج العمليات الضخم الذي كان مقررا في يوم 5 يونيو 1944 لمدة يوم واحد، وذلك بسبب سوء الحالات الجوية، ومع أن التوقعات الجوية في اليوم التالى أبعد من أن تكون مثالية، إلا أن أي تأجيل آخر قد يتطلب إلى ما يقل عن اسبوعين كى تتوفر أفضل الظروف، إلى جانب العواقب المحتملة من تأجيل المهمة مرة أخرى التي قد تؤدى الغائها في حالة كشف الالمان لاسرار العملية.
كانت الدفاعات الألمانية على شواطي النورماندي قد عهدت إلى القائد الألماني اروين رومل الذي قام بإنشاء خط الدفاع الساحلي ولكن هتلر لم يقدم له كافة الدعم المطلوب لاستكمال التحكيمات الدفاعية اللازمة لصد أي هجوم محتمل.
اتخذ القرار الجنرال دوايت ايزنهاور القائد العام لقوات الحلفاء، فقرر ان يتم الاجتياح كما قدر له في يوم 6 يونيو من عام 1944، وبدأ الاسطول الضخم تحركه في مياه القنال.
بدأ الانزال في ليلة (6) يونيو تقدم أكبر حشد عسكري في التاريخ الي الشواطيء الفرنسية ورغم أن القوات الألمانية لم تكن متهيئة لهذا الانزال ولم تدخل في حالة إنذار وأصبحت في وضع لايحسد عليه الا انها ابدت شراسة غير معهودة في القتال إلى درجة ان الفيلق الأمريكي السابع ولمدة يوم كامل من القتال المتواصل لم يستطع التقدم أكثر من 1500 متر عن الشاطئ في منطقة اوماها. وتعد هذة المعركة بداية الزحف نحو أوروبا وتحريرها من القوات الألمانية وكانت نقطة البدء في فرنسا ثم هولندا وبلجيكا وصولا إلى احتلال قلب ألمانيا برلين وصحت تكهنات المارشال الألماني رومل الذي اعتبر ان خسارة المعركة الأولى (معركة الشواطئ) ستفتح القارة الاوربية امام الغزو وهذا ما حصل بالفعل، فبعد ثلاث ساعات من بدء الهجوم ضمن الحلفاء موقع قدم لهم على الشاطئ، واذيع أول اعلان عن ذلك من لندن. تدفقت الامدادات والجنود والعتاد إلى الشاطئ بكميات كبيرة، وخلال 12 يوم تدفق إلى الشاطئ ما يزيد عن 600000 جندى وأكثر من 90000 مركبة استعدادًا للهجوم العنيف نحو الداخل.
وعند مساء السادس من يونيو هدأت المعارك على طول الجبهة فقد أُرهق الحلفاء من شدة القتال وضراوته وكان الالمان عاجزين على حشد القوات اللازمة لشن هجوم مضاد شامل بسبب القصف العنيف والمركز من قبل الحلفاء

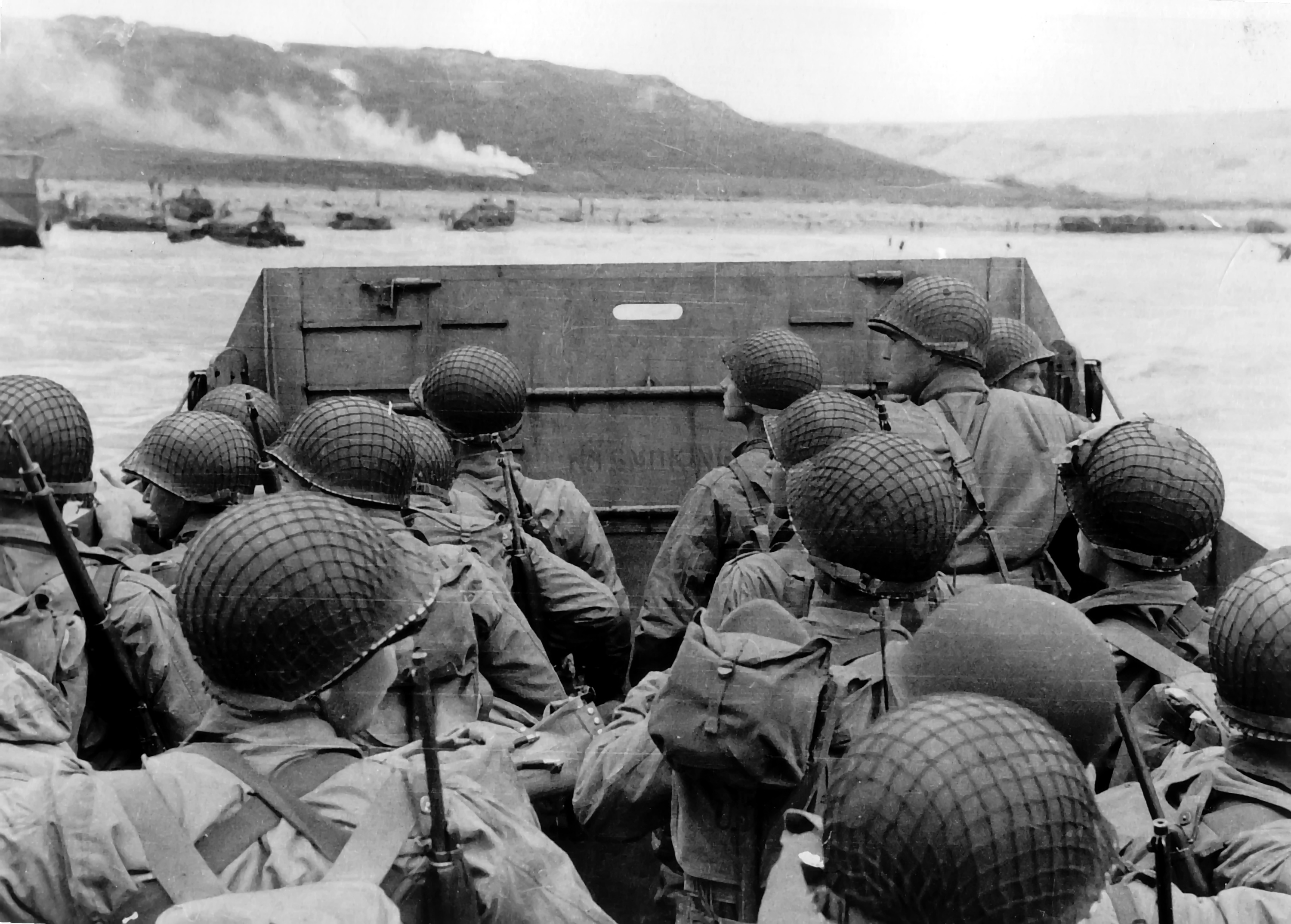
نزول قوات الحلفاء إلى نورمندي

.